# John M. Pinckney

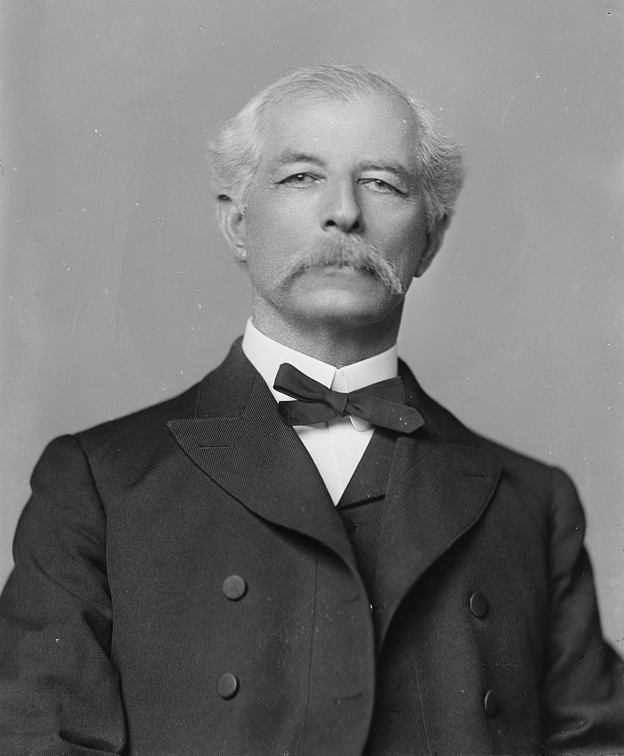
John M. Pinckney

John McPherson Pinckney (* 4. Mai 1845 im Grimes County, Texas; † 24. April 1905 in Hempstead, Texas) war ein US-amerikanischer Politiker. Zwischen 1903 und 1905 vertrat er den Bundesstaat Texas im US-Repräsentantenhaus.

## Werdegang
John Pinckney besuchte sowohl öffentliche als auch private Schulen. Während des Bürgerkrieges diente er im Heer der Konföderation, in dem er bis zum Oberleutnant aufstieg. Nach einem anschließenden Jurastudium und seiner 1875 erfolgten Zulassung als Rechtsanwalt begann er in Hempstead in diesem Beruf zu arbeiten. Zwischen 1890 und 1900 war Pinckney Staatsanwalt im 23. Gerichtsbezirk von Texas. Danach fungierte er von 1900 bis 1903 als Bezirksrichter im Waller County. Politisch war er Mitglied der Demokratischen Partei.
Nach dem Rücktritt des Abgeordneten Thomas Henry Ball wurde Pinckney bei der fälligen Nachwahl für den achten Sitz von Texas als dessen Nachfolger in das US-Repräsentantenhaus in Washington, D.C. gewählt, wo er am 17. November 1903 sein neues Mandat antrat. Nach einer Wiederwahl konnte er bis zu seinem Tod am 24. April 1905 im Kongress verbleiben. John Pinckney wurde zusammen mit seinem Bruder und zwei weiteren Personen im Gerichtshaus des Waller County erschossen, als er versuchte, in einem Streit um ein Prohibitionsgesetz zu vermitteln.